# Leon Aganessowitsch Petrossjan

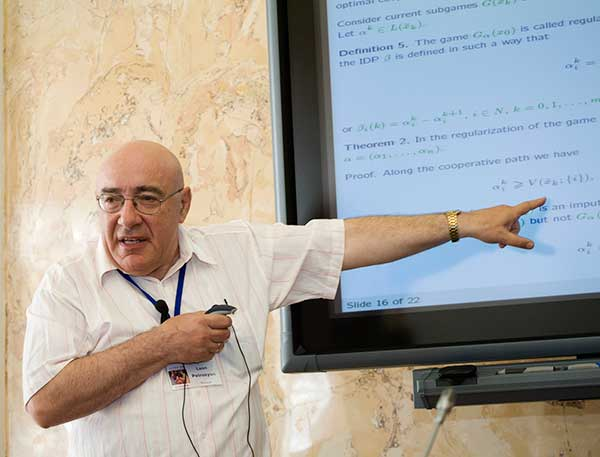
Leon Petrosjan

Leon Aganessowitsch Petrosjan (russisch Леон Аганесович Петросян; * 18. Dezember 1940 in Leningrad) ist ein russischer Mathematiker. Er ist Professor für Angewandte Mathematik und Lehrstuhlleiter für Mathematische Spieltheorie und Statistische Entscheidungstheorie an der Staatlichen Universität Sankt Petersburg in Russland.

## Forschungsgebiete
Leon Petrosjan beschäftigt sich vornehmlich mit der Forschung auf den Gebieten der Unternehmensforschung (Operations Research), der Spieltheorie, der Differentialspiele und der Kontrolltheorie.
Insbesondere leistete Leon Petrosjan einen entscheidenden Beitrag zu folgenden Themen:
- Lösungskonzept für einfache Verfolgungsspiele wie „Spiele mit Lebenslinie“, Gruppenverfolgung auf der Ebene und andere Klassen von einfachen Verfolgungsspielen. Ebenso wie Lösungsmethoden für reguläre Verfolgungsspiele mit vorgeschriebener Laufzeit und unabhängigen Bewegungen.
- Differentiale Verfolgungsspiele mit unvollständigen Informationen sowie Spiele mit verspäteten Informationen bezüglich der momentanen Spielsituation. Endliche Such-Spiele und dynamische Such-Spiele. Die Konstruktion von Sattelpunkten mit Nutzung von gemischten Strategien. Lösung konkreter Spiele unter unvollständiger Information.
- Untersuchung und Ausarbeitung des Nash-Gleichgewichts für mehrstufige Spiele unter vollständigen Informationen, basierend auf den Präferenzfunktionen der Spieler. Beweis der Eindeutigkeit eines solchen Gleichgewichts. Herleitung des Analog Der Bellmann-Isaaks Differentialgleichung für die Payoff-Funktion im Nash-Gleichgewicht für n-Personen Differentialspiele. Beschreibung von Klassen der Nash-Gleichgewichts Lösungen für konkrete Differentialspiele.
- Darlegung und Untersuchung der Zeitkonsistenz der Lösungen in Differentialspielen mit n-Personen. Analyse der klassischen Optimalitätsprinzipien aus der kooperativen und nicht-kooperativen Spieltheorie aus der Perspektive derer Zeitkonsistenz. Beweis der Zeitkonsistenz der meist bekanntesten Optimalitätsprinzipien. Regulierungsmethoden (Integral und Differential) basierend auf IDP (Imputation Distribution Procedures), die die Möglichkeit bieten aus den vorherigen zeitinkonsistenten Optimalitätsprinzipien neue zeitkonsistente Optimalitätsprinzipien zu konstruieren.
- Anwendungen im Umweltschutz. Methoden zur Kreierung von zeitkonsistenten politischen Maßnahmen für eine langläufige Umweltplanung basierend auf den oben angesprochenen kooperativen und nicht-kooperativen Differentialspielen.

## Akademische Aktivitäten
Leon Petrosjan ist einer der Herausgeber der Zeitschrift International Game Theory Review (W.S. Pbl., Singapore, London); Herausgeber des internationalen Periodikums Game Theory and Applications (Nova sci. Pbl. N.Y., USA); der Hauptherausgeber des Vestnik Peterburgskogo Universiteta, seria 10: Applied Mathematics, Control, Informatics; und der Hauptherausgeber der Zeitschrift Mathematical Game Theory and Applications (Karelian Research Centre of RAS).
Von 2008 bis 2012 war er Präsident der International Society on Dynamic Games.

## Ausbildung
- Dr.Sc. Staatliche Universität Sankt Petersburg, 1972
- Ph.D. Universität Vilnius, 1965
- M.Sc. Staatliche Universität Sankt Petersburg, 1962

## Ausgewählte Publikationen
- Petrosyan L. A. Differentialspiele und Verfolgungsprobleme. Wissenschaftliche Zeitschrift der Technischen Universität Dresden, 17(1968) Heft 4. (Der erste deutschsprachige Artikel über Differentialspiele)
- Petrosyan L. A. Yeung D. W. K. Subgame-consistent Economic Optimization. Springer, 2012.
- Petrosyan L. A., Gao H. Dynamic Games and Applications. 2009. (in Chinese).
- Yeung D. W. K., Petrosyan L. A., Lee M. C. C. Dynamic Cooperation: A Paradigm on the Cutting Edge of Game Theory. China Market Press, 2007.
- Yeung D. W. K., Petrosyan L. A. Cooperative Stochastic Differential Games. Springer, 2006.
- Petrosjan L. A., Zenkevich N. A. Game Theory. World Scientific Publisher, 1996.
- Petrosjan L. A. Differential Games of Pursuit. World Scientific Publisher, 1993.